# Tienkarspelenzijlvest
Het Tienkarspelenzijlvest was een boezemwaterschap in de Nederlandse provincie Groningen. Het bestond uit een los samenwerkingsverband van tien of elf kerspelen die uitwaterden op de Pekel A en de Westerwoldse Aa. Het bestond uit vier kerspelen in het voormalige Reiderland (Beerta en Nieuw-Beerta, Bellingwolde, Blijham en Winschoten) en zes kerspelen in de heerlijkheid Westerwolde (Onstwedde, Sellingen, Vlagtwedde, Vriescheloo en Wedde), aangevuld met Pekela, dat op de grens van beide landschappen lag. 

## Geschiedenis
Het zijlvest ontstond na de afdamming van de oostelijke Dollardboezem in 1657. Vier jaar later werd een nieuwe zeesluis bij Nieuweschans gebouwd die in de plaats kwam van de bestaande zeesluizen te Winschoterzijl en Oudeschans. Een kleinere sluis voerde het water van Hamdijk en Dünebroek af. Beide zeesluizen raakten bij een stormvloed in 1669 zwaar beschadigd. Daarom werd in 1670 een nieuwe sluis gebouwd, die later bekend kwam te staan als Oudezijl. Men sprak ook wel over Seven Carspelen zijl (1781), omdat drie karspelen (Beerta, Blijham en Bellingwolde) bij Finsterwolde tevens hun eigen afwatering hadden.
De sluis werd aanvankelijk gefinancierd door de kerspelen in het Reiderland, maar vanaf 1677 betaalden ook de dorpen in Westerwolde mee aan het onderhoud van sluis en vaargeul en waren ze verantwoordelijk voor de dijken langs de rivier. Onder druk van de stad Groningen, die de waterhuishouding rond de Westerwoldse Aa beter wilde regelen, kreeg het zijlvest in 1707 een eigen bestuur. De sluis was inmiddels door de aanleg van de Oude Statenzijl in 1705 een binnensluis geworden. Bij de vernieuwing van de sluis in 1742 was voor het eerst sprake van het zogenaamde Tienkarspelenzijl. Vanaf 1807 sprak men over het Tienkarspelenzijlvest, dat ten slotte in 1822 een eigen reglement kreeg.
Het Tienkarspelenzijlvest ging in 1878 op in de waterschappen Reiderland en Westerwolde.

## Historische kaarten
- Molenkoloniën op de Pekel A en Westerwoldsche A, 1857